# Laurianne Plaçais
Laurianne Plaçais, née en 1984, est une triathlète et coureuse cycliste française spécialiste des très longues distances. Elle remporte en 2023, le classement général de la compétition d'ultracyclisme BikingMan. Elle pratique également le triathlon extrême. 

## Biographie
Pratiquante de triathlons extrêmes, de 2007 à 2017, elle est en 2009 la première normande à se qualifier pour le triathlon Ironman d'Hawaii,. Elle termine première dans sa catégorie (femmes 30-34 ans) au cross-triathlon XTerra en 2014 et se classe troisième des femmes à l'Inferno Triathlon en 2015.
En 2022, elle arrive cinquième de la compétition d'ultracyclisme BikingMan Corsica et en juillet, elle remporte le BikingMan au départ de Duingt (1000 km et 26500 m de dénivelé positif) ; en terminant en 64 heures et 31 minutes, treize heures avant le deuxième.
En 2023, à l'issue de l'épreuve du BikingMan au Maroc où elle termine deuxième, elle remporte le classement général du championnat 2023 de BikingMan, grâce aussi à sa victoire dans les Alpes-Maritimes, sa seconde place au Pays basque et sa quatrième place au Portugal. Elle devient la première femme à remporter ce championnat depuis sa création en 2016.

## Vie privée
Laurianne Plaçais est mère d'une petite fille qui a trois ans en 2022. Elle est webdesigneuse pour la société Millet Mountain Group et fait à vélo les 70 kilomètres qui séparent son domicile de son lieu de travail.

## Palmarès
- 2015 : 
  -  Inferno Triathlon
- 2022 : 
  -  BikingMan X (France)
- 2023 : 
  -  BikingMan Euskadi
  -  BikingMan France
  -  BikingMan X (Maroc)
  -  classement général BikingMan 2023